# Gordonville (Alabama)
Gordonville és una població dels Estats Units a l'estat d'Alabama. Segons el cens del 2000 tenia 318 habitants.

## Demografia
Segons el cens del 2000, Gordonville tenia 318 habitants, 112 habitatges, i 84 famílies. La densitat de població era de 21,8 habitants/km².
Dels 112 habitatges en un 30,4% hi vivien nens de menys de 18 anys, en un 39,3% hi vivien parelles casades, en un 33,9% dones solteres, i en un 25% no eren unitats familiars. En el 23,2% dels habitatges hi vivien persones soles el 8% de les quals corresponia a persones de 65 anys o més que vivien soles. El nombre mitjà de persones vivint en cada habitatge era de 2,84 i el nombre mitjà de persones que vivien en cada família era de 3,38.
Per edats la població es repartia de la següent manera: un 28% tenia menys de 18 anys, un 9,7% entre 18 i 24, un 25,5% entre 25 i 44, un 20,4% de 45 a 60 i un 16,4% 65 anys o més.
L'edat mediana era de 35 anys. Per cada 100 dones hi havia 97,5 homes. Per cada 100 dones de 18 o més anys hi havia 92,4 homes.
La renda mediana per habitatge era de 10.278 $ i la renda mediana per família de 21.250 $. Els homes tenien una renda mediana de 25.375 $ mentre que les dones 22.292 $. La renda per capita de la població era de 8.948 $. Aproximadament el 37,8% de les famílies i el 42,5% de la població estaven per davall del llindar de pobresa.

## Poblacions més properes
El següent diagrama mostra les poblacions més properes.